# Race Drivin'
 (mars 2020).
Si vous disposez d'ouvrages ou d'articles de référence ou si vous connaissez des sites web de qualité traitant du thème abordé ici, merci de compléter l'article en donnant les références utiles à sa vérifiabilité et en les liant à la section « Notes et références ».
Race Drivin' est un jeu vidéo de course développé et commercialisé par Atari Games en 1990 sur borne d'arcade. Il a été adapté sur Amiga, Atari ST, DOS, Mega Drive, Super Nintendo, Game Boy, Saturn et PlayStation. Le jeu est également présent dans la compilation Midway Arcade Treasures 3 sortie en 2005 sur GameCube, PlayStation 2 et Xbox.
Il s'agit de la suite de Hard Drivin'.

## Système de jeu
Reposant sur les mêmes spécificités techniques que son prédécesseurs, Race Drivin' inclut cependant quelques nouveautés comme le choix de quatre véhicules et de nouvelles pistes disposant de décors et obstacles additionnels.